# 旧海关 (科尔马)
旧海关（Ancienne Douane；Koïfhus）是法国上莱茵省科尔马一座哥特式和文艺复兴风格的历史建筑，位于主街（Grand-Rue）和旧海关广场（Place de l′Ancienne Douane）。1930年由法国文化部公布为法国历史遗迹。它也是让·拉普（Jean Rapp）将军的出生地。
该建筑目前设有一家餐厅，以及用于临时展览和节会。

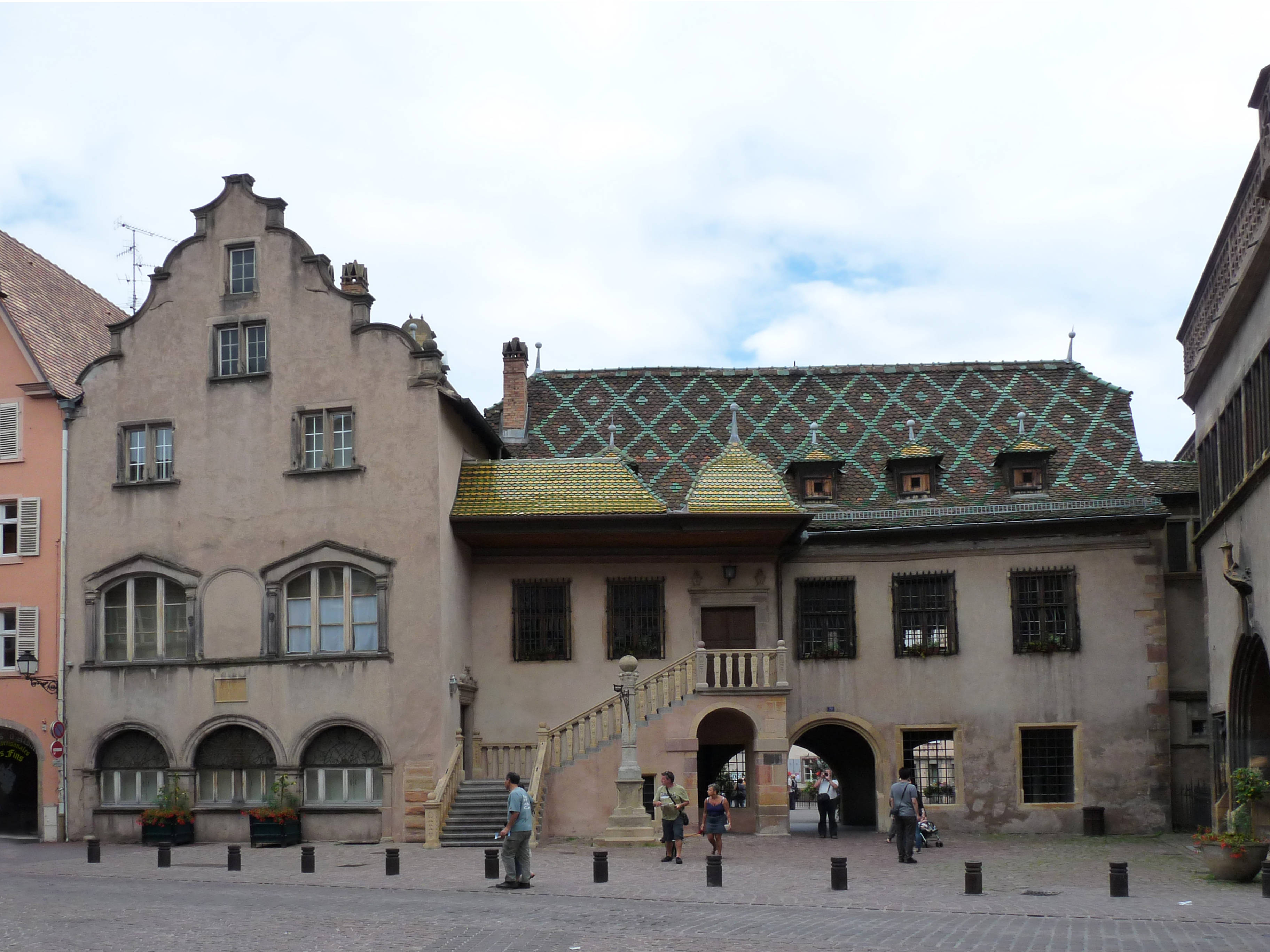
西侧
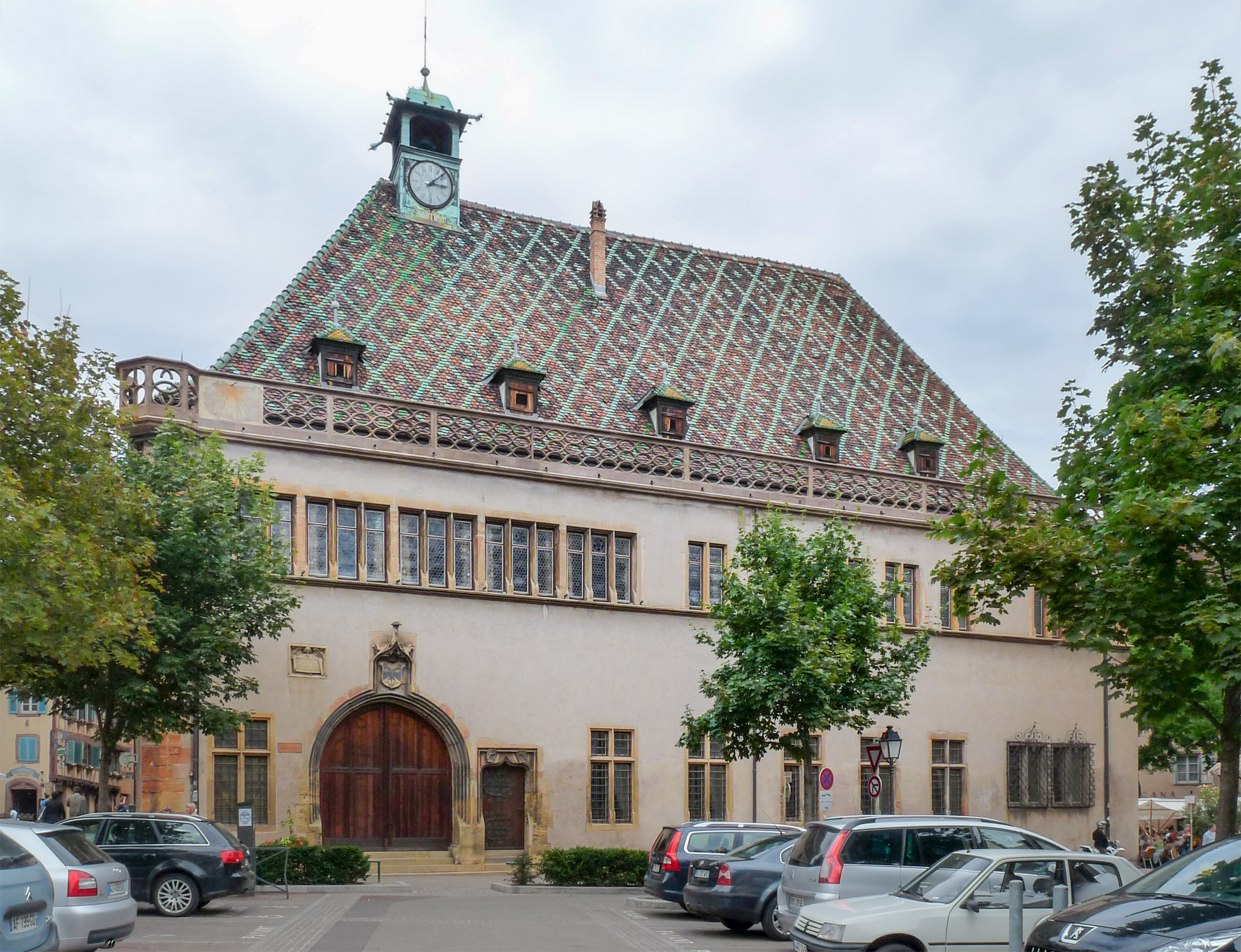
南侧
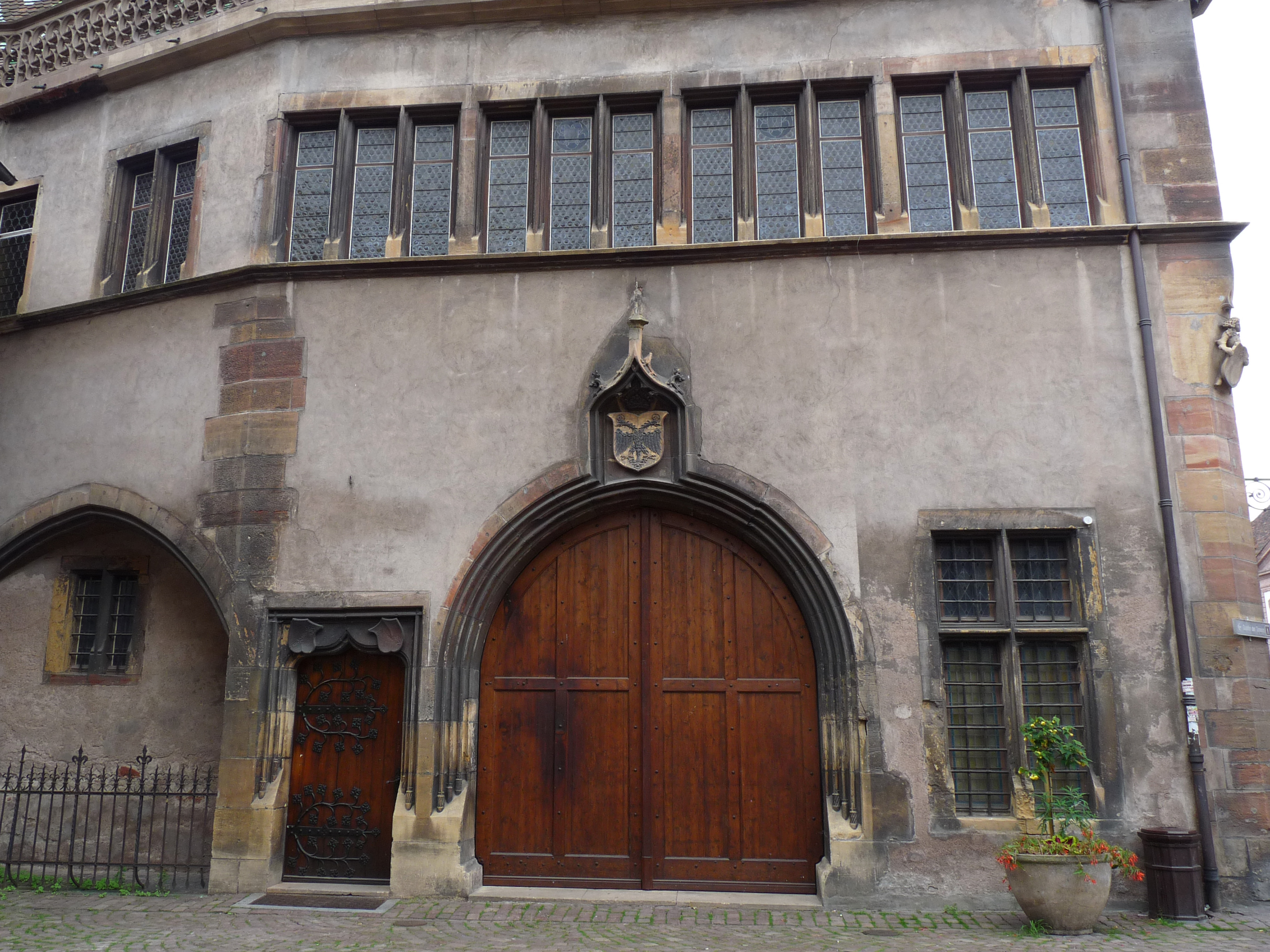
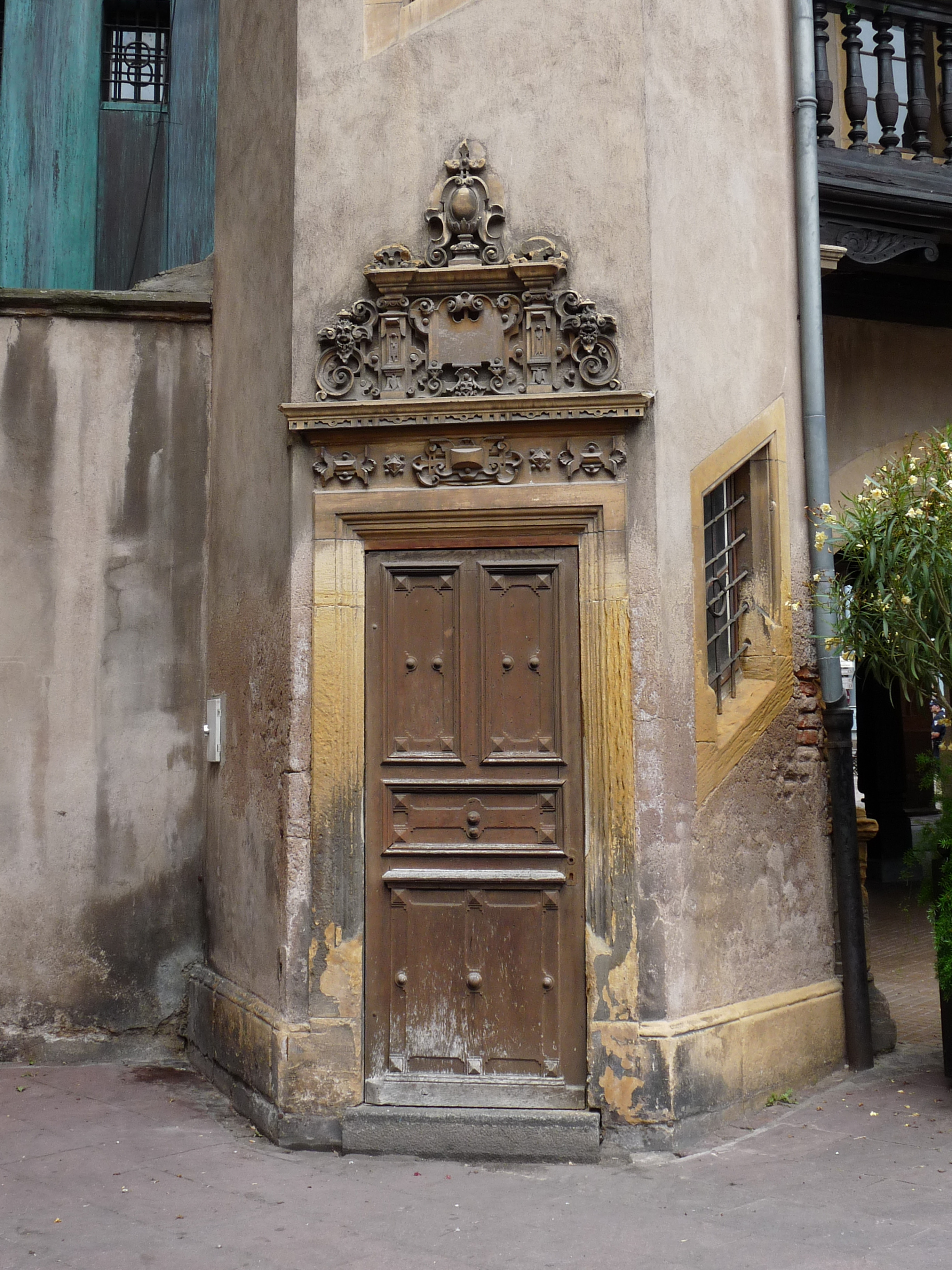
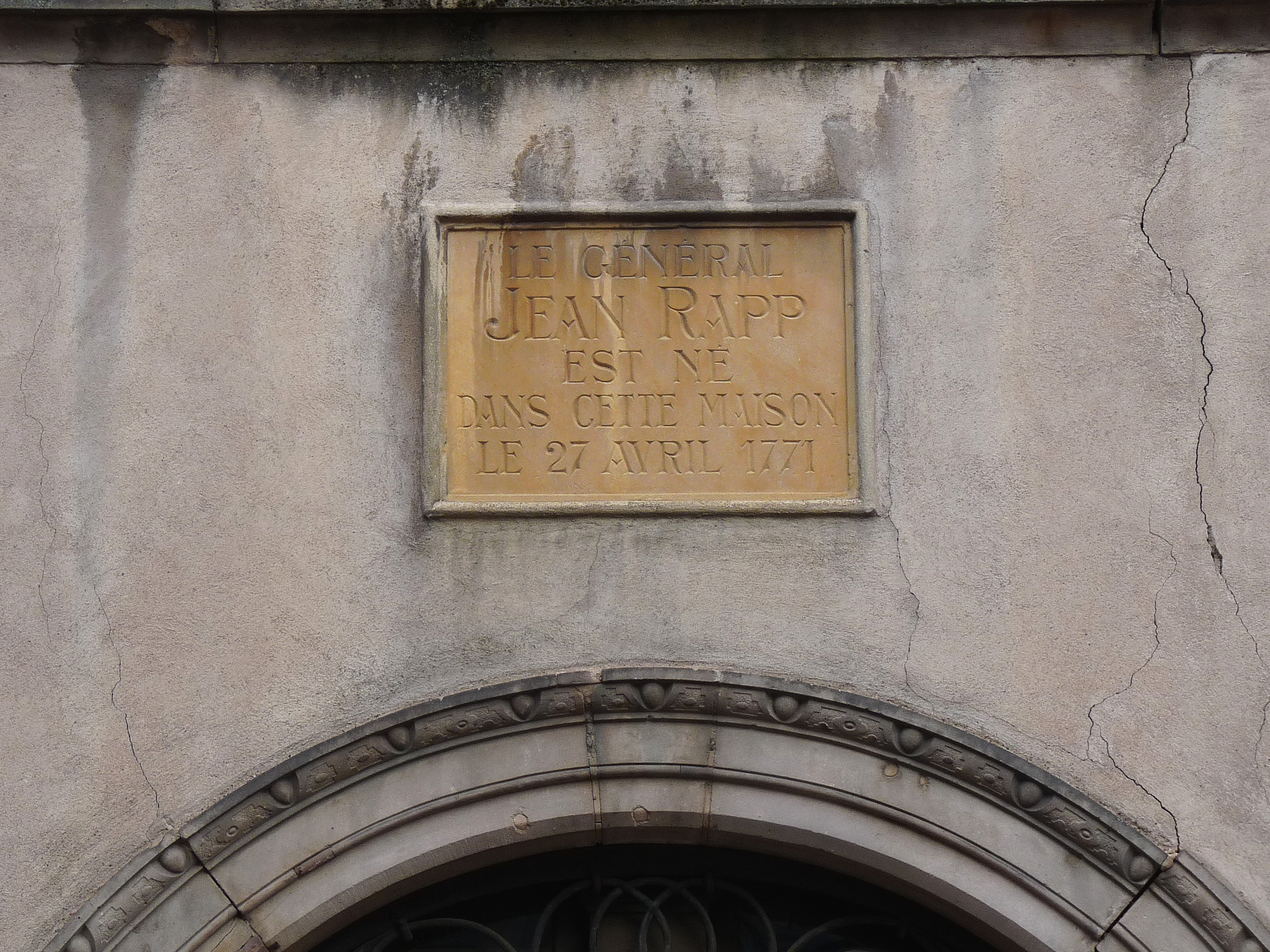